# Tongschraper

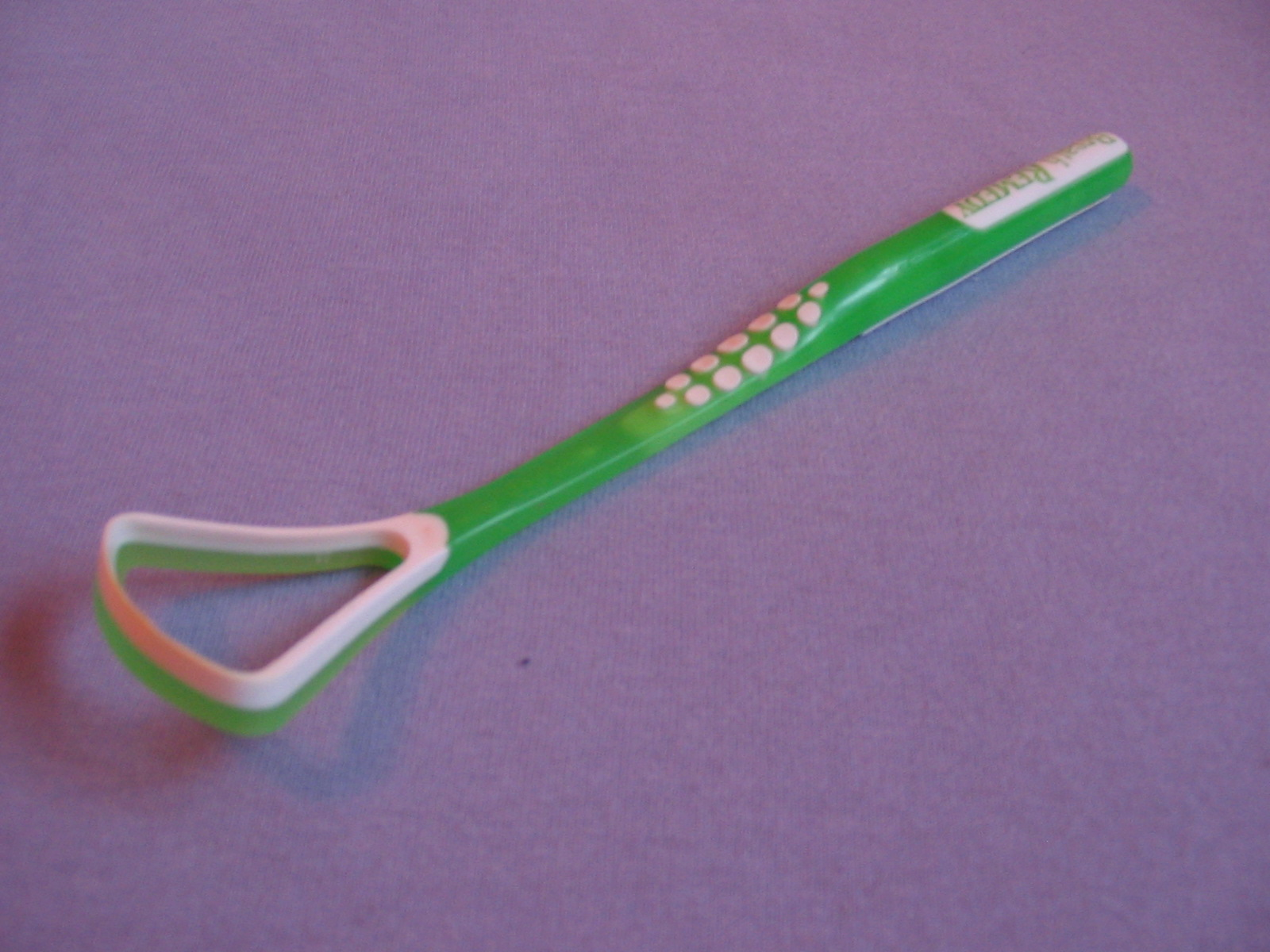

Een tongschraper of tongreiniger is een instrument waarmee tongbeslag weggenomen kan worden. Dat gebeurt ten bate van de mondhygiëne: tongbeslag is een belangrijke oorzaak van een slechte adem (halitosis), zij het niet de enige.
Een tongschraper werkt voor het reinigen van de tong beter dan een tandenborstel, omdat met een borstel het meest beslagen deel van de tong - achteraan - niet bereikt kan worden. Tongschrapen is af te raden bij gladde (niet-harige, niet-beslagen) tongen en in geval van leukoplakie.
Niet overal in de westerse wereld wordt evenveel gebruikgemaakt van de tongschraper. Zo wordt in Europa de tongschraper veel minder gebruikt dan in Japan en de Verenigde Staten. Wel stammen de oudste tongschrapers, Romeinse exemplaren van metaal, uit Europa. Later werden ze van zilver of ivoor gemaakt en tegenwoordig gewoonlijk van kunststof.